# 薩扎瓦河畔日賈爾縣

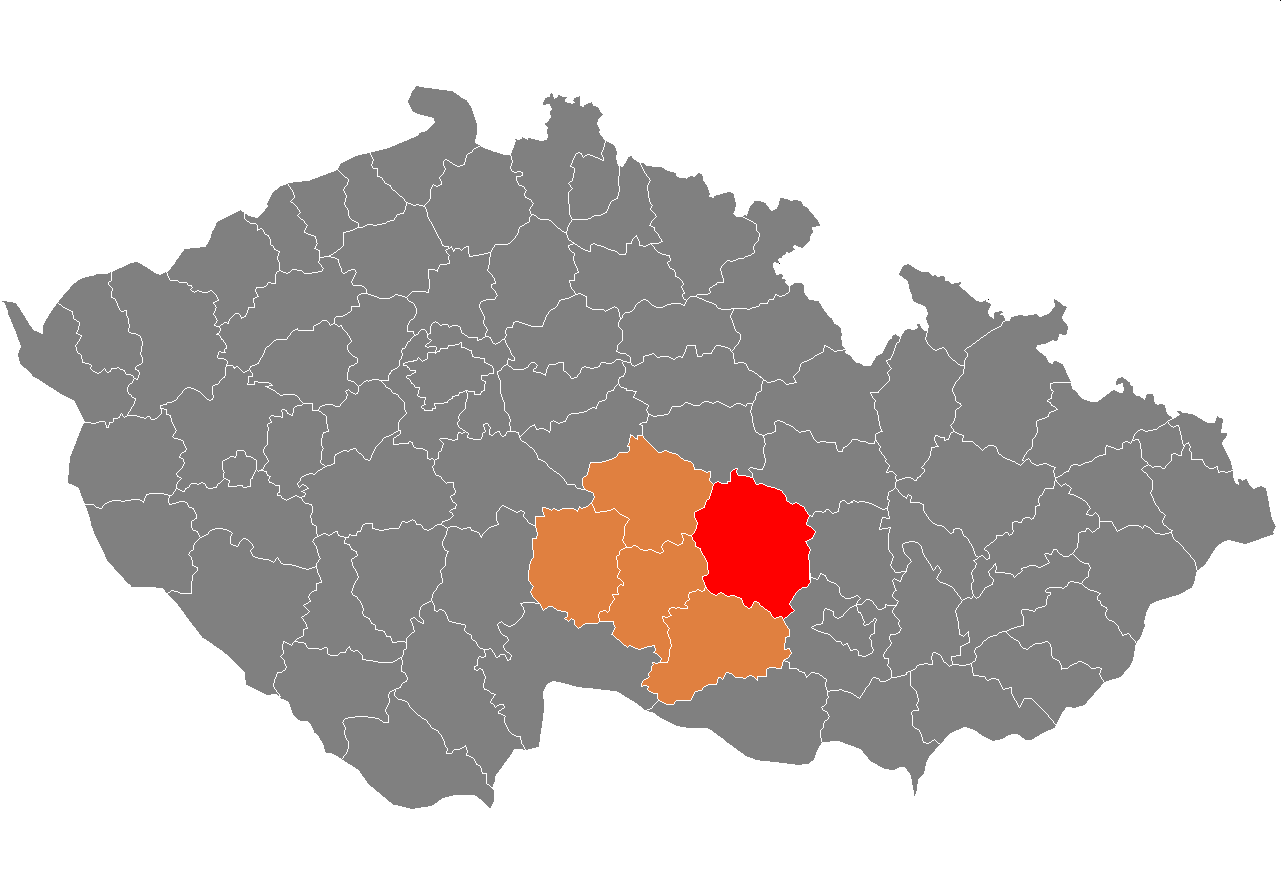

49°33′46″N 15°56′23″E / 49.56278°N 15.93972°E
薩扎瓦河畔日賈爾縣（捷克語：Okres Žďár nad Sázavou）是捷克的縣份，位於該國中部，由維索基納州負責管轄，首府設於薩扎瓦河畔日賈爾，面積1,579平方公里，2012年人口118,875，人口密度每平方公里75人。